# Orangebukig myrsmyg
Orangebukig myrsmyg (Terenura sicki) är en akut utrotningshotad fågel i familjen myrfåglar. Den är endemisk för Brasilien.

## Utseende och läten
Orangebukig myrsmyg är en liten (10 cm) och färgglad medlem av familjen. Hanen är mestadels svart ovan, på huvud, nacke och mantel vitstreckad. Ansiktet och örontäckarna är svartstreckat vitaktiga. Den har vidare ett svart mustaschstreck, svartaktiga vingar och stjärt och svaga vingband och kanter. Undersidan är vit med svarta streck på bröstsidan.
Honan har vitstreckad, svartaktig hjässa, medan resten av ovansidan är roströd. Undersidan är djupt orangeröd med ljusare, mer beigefärgad strupe. Även honan har svarta streck på bröstsidan. Lätena beskrivs som en mjuk, tre till fyra sekunder lång drill och ett snabbt, upprepat "tzí-de-de-de tzí-de-de-de".

## Utbredning och status
Fågeln förekommer i östra Brasilien, i östra Alagoas och östra Pernambuco. Den behandlas som monotypisk, det vill säga att den inte delas in i några underarter.

## Status
Orangebukig myrsmyg är en mycket fåtalig fågel med färre än 50 vuxna individer i varje delpopulation. Den tros också minska i antal, till stor del till följd av omvandling av dess levnadsmiljö till sockerplantage och betesmarker. Internationella naturvårdsunionen IUCN kategoriserar arten som akut hotad.